# Federația Siriană de Fotbal
Federația Siriană de Fotbal (arabă الاتحاد السوري لكرة القدم) este corpul principal de fotbal din Siria.